# Fabrice Labrousse
Pour les articles homonymes, voir Labrousse.
Jean Fabrice Labrousse est un auteur dramatique français, né à Cahors (Lot) le 27 septembre 1803 et mort à Ville-d'Avray (Seine-et-Oise) le 22 août 1876.

## Biographie
Jean Fabrice Labrousse naît le 4 vendémiaire an XII (27 septembre 1803) à Cahors. Il est le fils de Pierre Labrousse et d'Antoinette Rouzier. 
Il meurt le 22 août 1876 à Ville-d'Avray.
Il est le grand-père du dramaturge Fabrice Carré (1855-1921).

## Distinctions
- Chevalier de la Légion d'honneur (12 août 1853)[4]

## Œuvres

### Théâtre
- 1838 : Le Chevalier du Temple, drame en cinq actes de F. Labrousse et Albert, Ambigu-Comique (14 avril)[5]
- 1839 : La Nuit du meurtre, drame en cinq actes de F. Labrousse et Albert, Ambigu-Comique (3 août)[6]
- 1839 : Le Lion du désert, mélodrame en trois actes de Ferdinand Laloue et Fabrice Labrousse, Cirque-Olympique (27 novembre)[7]
- 1842 : Le Prince Eugène et l'Impératrice Joséphine, drame en trois actes de Ferdinand Laloue et Fabrice Labrousse, Cirque-Olympique (17 décembre)[8]

### Livrets
- Le 15 août, cantate, musique d'Alfred Brillant, théâtre du Prince Impérial.

### Essais
- Lettre politique ou Courte réponse à de nombreuses accusations, Paris, Guillaumin, 1833.
- Fabrice Labrousse, J. Marty et B. Blaisot (dir.), Annales du théâtre, ou Galerie historique des principaux auteurs et acteurs, par une société de gens de lettres et d'artistes, Paris, Blaisot, 1833.